# Peribatodes buxicolaria
Peribatodes buxicolaria is een vlinder uit de familie spanners (Geometridae). De wetenschappelijke naam is voor het eerst geldig gepubliceerd in 1873 door Mabille.
De soort komt voor in Europa.